# تپی اوکا
تپی اوکا (ژاپنی: 岡 哲平؛ زادهٔ ۶ سپتامبر ۲۰۰۱) یک بازیکن فوتبال اهل ژاپن است.
از باشگاه‌هایی که در آن بازی کرده‌است می‌توان به باشگاه فوتبال توکیو اشاره کرد.